# Santuario del Amor Misericordioso
El Santuario del Amor Misericordioso es un santuario católico y lugar de peregrinación cristiana ubicado en Collevalenza, pueblo del municipio de Todi, en la provincia de Perugia, en Italia.

## Historia

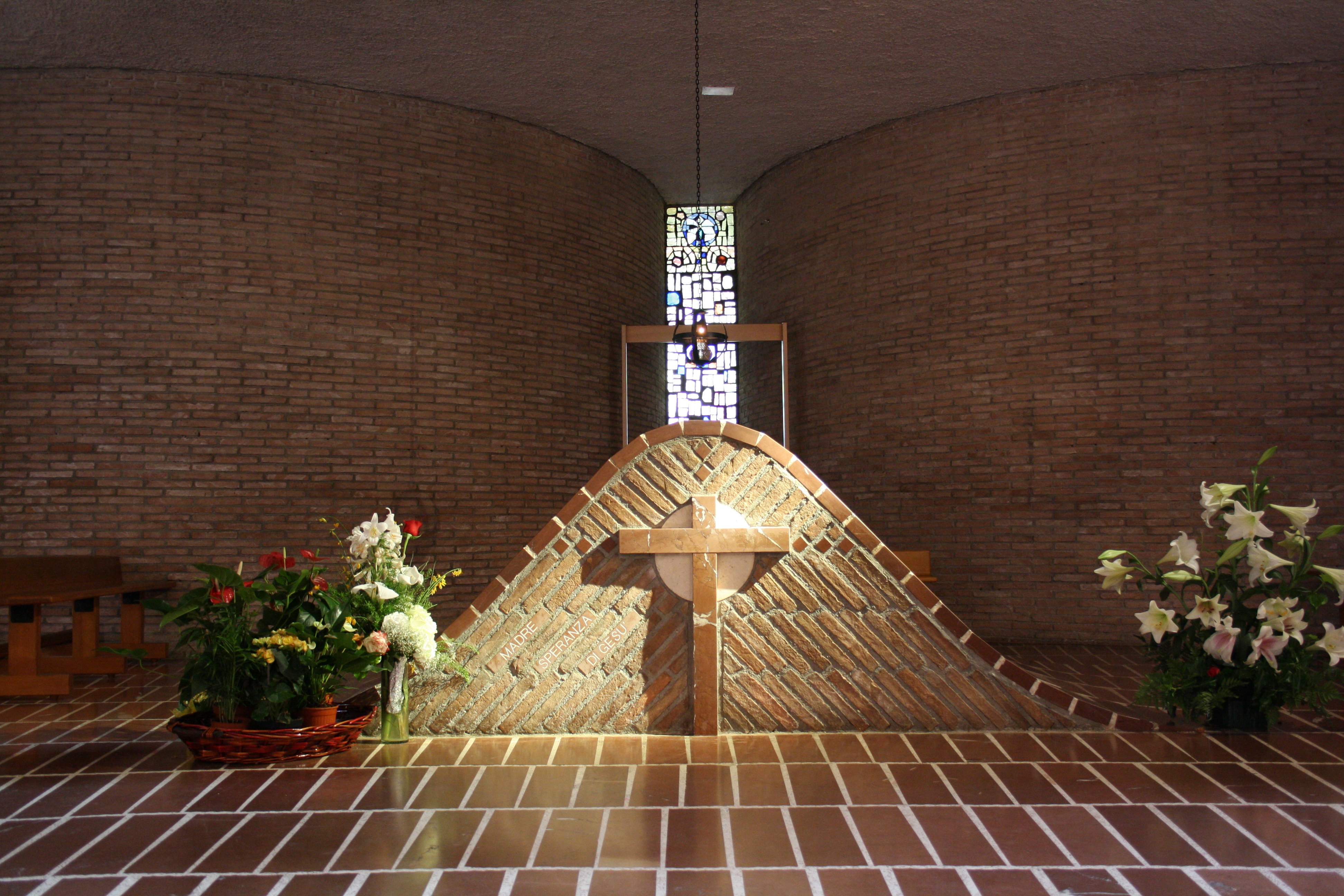
Tumba de la Madre Esperanza de Jesús, fundadora del santuario

El 18 de septiembre de 1951, Madre Esperanza de Jesús, la religiosa española fundadora de la Congregación de las Esclavas del Amor Misericordioso, se estableció en la localidad italiana de Collevalenza, a sureste de Todi. En este lugar, en los años cincuenta del siglo XX, fundó a los Hijos del Amor Misericordioso, rama masculina de su congregación religiosa, y decidió construir un santuario dedicado al Amor misericordioso de Dios.
El proyecto del santuario fue confiado al arquitecto español Julio Lafuente y la construcción del complejo inició en 1953. En 1962, acabada la iglesia superior, fue solemnemente consagrada por el cardenal Alfredo Ottaviani, mientras el resto del complejo fue terminado en 1975.
El 22 de noviembre de 1981, el papa Juan Pablo II visitó el santuario y lo elevó al rango de basílica menor. A la muerte de la Madre Esperanza (8 de febrero de 1983), sus restos fueron sepultados en la cripta de la iglesia superior.
Desde el 6 de abril de 2013, vigilia del Domingo in albis, fiesta de la Divina Misericordia, en el santuario se encuentra establemente una reliquia del papa Juan Pablo II, se trata de un fragmento de tela mojado con la sangre del santo.

## Descripción

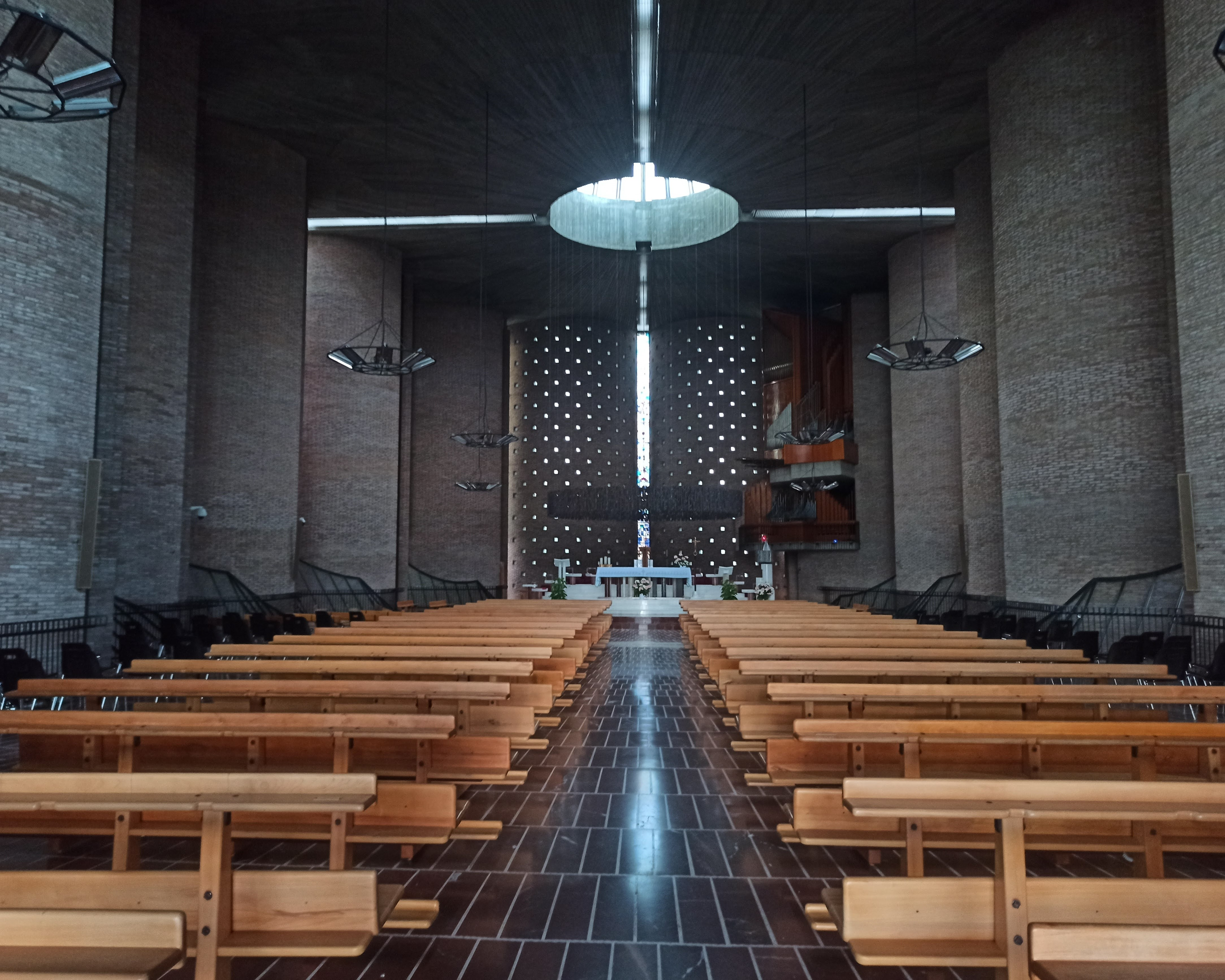
La nave de la iglesia superior del Santuario del Amor Misericordioso

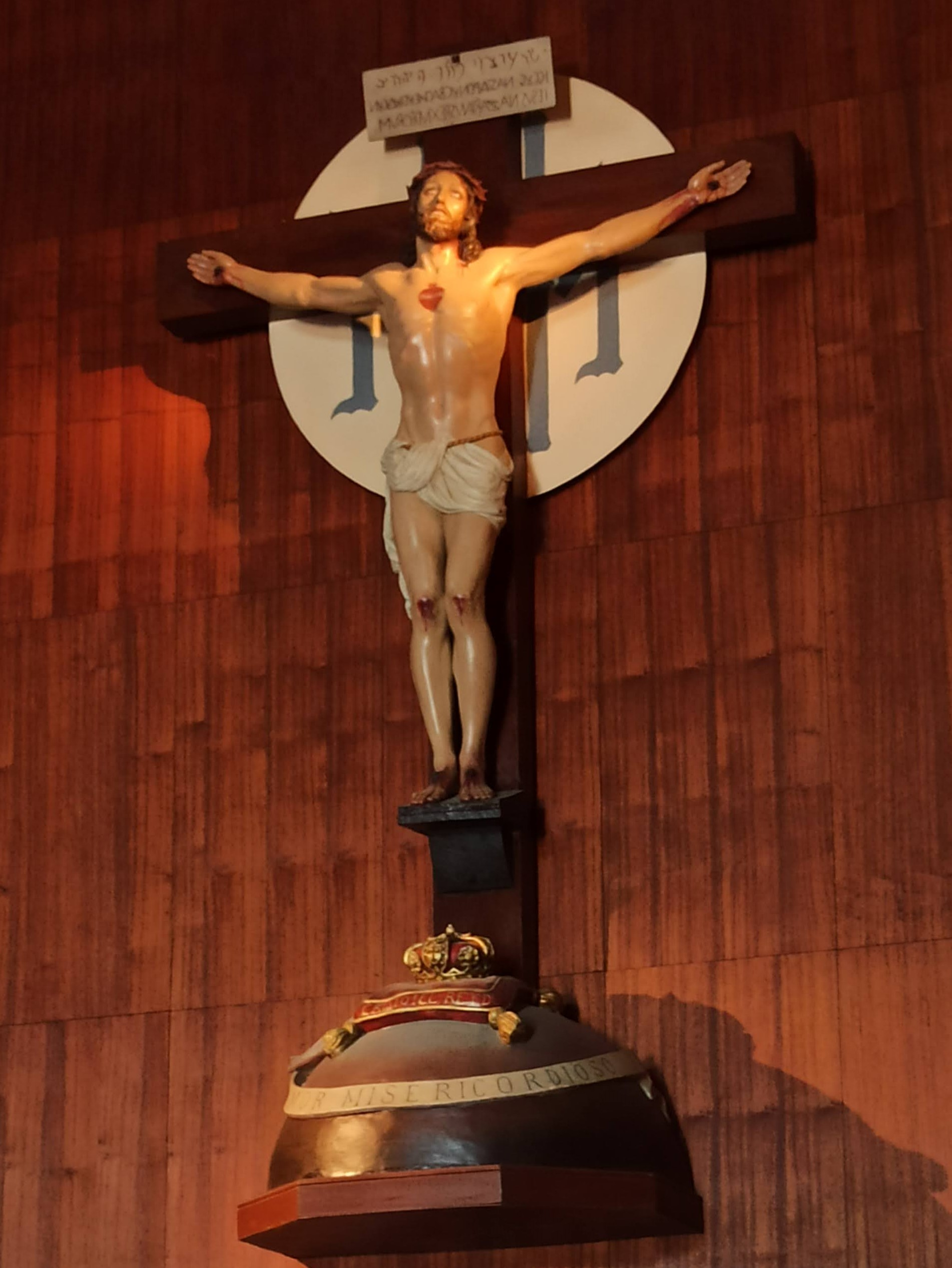
El Cristo del Amor Misericordioso, titular del santuario católico fundado por la Madre Esperanza de Jesús

### Arte y arquitectura
La basílica está precedida de una larga escalinata y presenta una fachada plana con un pórtico en su parte inferior, y en la parte superior un amplio vitral. A la derecha de la basílica se levanta una torre campanario que termina en forma de cruz.
El interior de la iglesia es a nave única con seis capillas a cada lado; que dan al interno de la nave. La nave presenta una cobertura con techo plano en cemento con un tiburio cónico en correspondencia del presbiterio. El área presbiterio, un poco más alta que el resto de la iglesia, está hecho enteramente en mármol blanco, al centro se encuentra el altar mayor, detrás de este la sede, a la izquierda el ambón y a la derecha, sobre una pequeña columna, el tabernácolo.
La cripta de la basílica recalca la estructura de la iglesia superior, dedicada a María Mediadora y donde se encuentra la tumba de la Madre Esperanza.
También hace parte del santuario la capilla del Cristo del Amor Misericordioso, que se trata de una planta en forma de cruz latina, con un techo en madera de larix sibirica, donde se conserva un crucifijo colocado sobre el altar. El crucifijo es una escultura de 1930, mandado a fabricar por la propia Madre Esperanza de Jesús, en el que quiso resaltar el Amor de Jesús hacia la humanidad.

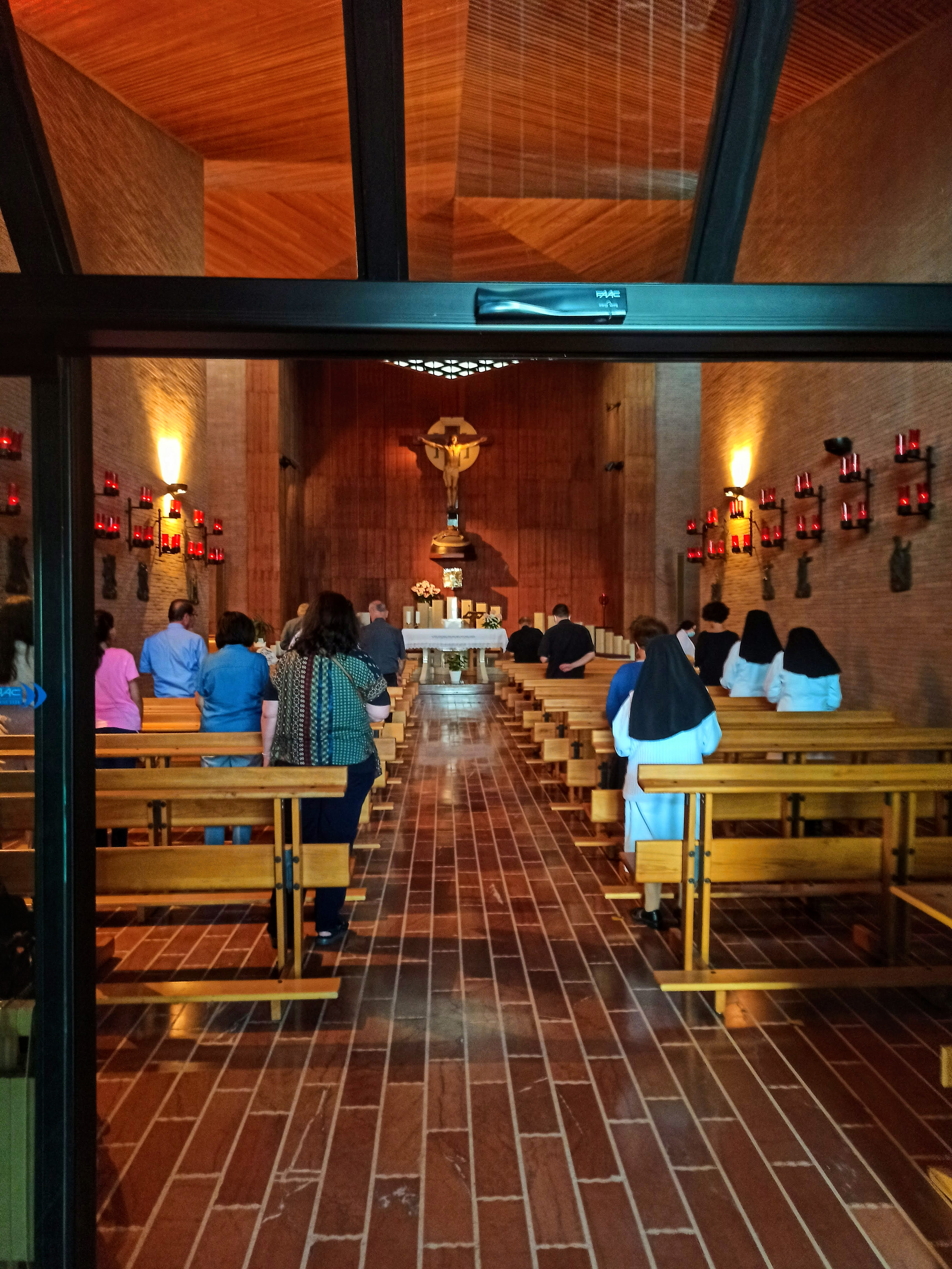
La capilla del Amor Misericordioso

### Órgano
A un costado de la pared de fondo de la basílica, sobre la derecha, se encuentra  un órgano a cañas de la fábrica pontificia de los Tamburini opus 531, construido en 1966.

## Piscinas
En el complejo del santuario se encuentran unas piscinas (o bañeras), a las que los fieles dan el valor de purificadoras y milagrosas, parecidas a las del santuario de Nuestra Señora de Lourdes en Francia.